# Annie Lennox
Annie Lennox (født 25. december 1954 i Aberdeen) er en skotsk sangerinde. Sammen med Dave A. Stewart stiftede hun bandet Eurythmics. Fra 1992 optrådte Annie Lennox som soloartist, men i 1999 blev Eurythmics genetableret.
I 2004 vandt hun, sammen med Fran Walsh og Howard Shore, en Oscar for sangen Into the West fra Ringenes Herre - Kongen vender tilbage.

## Annie Lennox Soloplader
- 1992 – Diva
- 1995 – Medusa
- 2003 – Bare
- 2007 – Songs of Mass Destruction
- 2009 – The Annie Lennox Collection
- 2010 – A Christmas Cornucopia